# Клан Конноллі
Клан Конноллі (англ. — Clan Connolly, ірл. — Clann Ó Conghalaigh) — клан О'Конноллі, клан О'Коналай, клан О'Конгалайг — один з кланів Ірландії.

## Походження назви
Назва Конноллі це є англоїзована версія ірландської назви О'Конгалайг (в іншій вимові О'Коналай). Ірландська назва клану походить від давнього ірландського імені Конгал (ірл. — Conghal), що означає в буквальному перекладі «відважний пес».

## Чотири клани
У давнину в Ірландії не один, а низка кланів носили таку назву. Вважається, що ці клани мали різне походження і не пов'язані один з одним. Це клани:
- Клан О'Конгалайг (ірл. — Ó Conghalaigh) з Коннахту (з графства Голвей)
- Клан О'Койнгеллайг (ірл. — Ó Coingheallaigh) з королівства Десмонд (тепер графство Корк)
- Клан О'Конгалайг (ірл. — Ó Conghalaigh) з території Деррігонелі (ірл. — Derrygonnelly), давнього королівства Фер Манах (нині графства Фермана)
- Клан О'Конгалайг (ірл. — Ó Conghalaigh) з королівства Айргіалла (нині графство Монахан)
- Клан О'Конгалайле Муйрхемне (ірл. — Ó Conghaile Muirthemne) з нинішнього графства Лаут

У 1890 році прізвище Конноллі входило до числа 23 найпоширеніших прізвищ в Ірландії. У 1996 році прізвище Конноллі входить до числа 33 найпоширеніших прізвищ в Ірландії.
У провінції Коннахт зустрічається ще варіант Коннілі (ірл. — Conneely) — в графстві Голвей. Саме ця гілка клану дала назву землі Балліконнілі (ірл. — Ballyconneely).

## Клан Конноллі з графства Монахан
Клан О'Конгалайг з королівства Айргіалла виник або як гілка клану Південних О'Нілів (О'Нейллів), або як гілка клану Мак Махгамна (ірл. — Mac Mathghamna). До цих кланів належать королі давнього королівства Айргіалла, що існувало від IV століття аж до 1590 року. Це королівство і династії правлячих там королів виникли наступним чином. У IV столітті Ірландія була розділена на 5 королівств, які в свою чергу ділилися на володіння кланів. Влада верховного короля Ірландії була нестійкою і у великій мірі номінальною. Верховний король Ірландії Муйредах Тірех (310—343) наказав братам Колла завоювати і знищити королівство Улад в північній частині Ірландії. Завойоване королівство було розділене між нащадками клану верховних королів Ірландії, що утворили північну гілку клану Ві Нейлл (ірл. — Ui Neill) та нащадками братів Колла, що заснували нове королівство — Айргіалла. Джон Гренхам пише, що клан О'Конгалайг був сильним кланом в королівстві Айргіалла, вожді клану О'Конгалайг мали владу і силу в XV—XVII століттях, вони зіграли важливу роль в організації повстання за незалежність Ірландії в 1641 році, але після поразки повстання втратили свою владу, силу, майно. До цього клану належать такі відомі люди як Вільям Конноллі (1662—1729) — ірландський політик та юрист, Джеймс Конноллі (1870—1916) — борець за свободу Ірландії, керівник Великоднього повстання, Павдж Конноллі (нар. 1953) — ірландський політик, депутат Техта Дала (ірл. — Teachta Dála).

## Клан Конноллі з графства Голвей
Клан О'Конгалайг з графства Голвей був у давні часи сильним кланом королівства Коннахт. До цього клану належали такі відомі люди як: Ейвлін Ні Хонгайле (ірл. — Eibhlín Ni Chonghaile), музики Джон Коннілі (ірл. — John Conneely) та Джонні Ог Конноллі (ірл. — Johnny Óg Connolly), письменники Майкл О'Кангайле (ірл. — Micheál Ó Conghaile) та Шон О'Кангайле (ірл. — Seán Ó Conghaile).

## Клан Конноллі з графства Лаут
Клан Конноллі з Лаута менш відомий в історії цього графства, ніж інші клани, але згадки про клан О'Конгалайле зустрічаються в родоводах таких відомих кланів як Мак Лісахт (ірл. — McLysacht) та Фер Волф (ірл. — Fer Woulfe). Загалом історія цього клану слабко заду коментована, але про цей клан писали історики, зокрема історик графства Лаут Гарольд О'Салліван писав про групу Конайлле з північного Лаута у своїй книзі «Дандолк та Північний Лаут: картини та оповідання з країни Кухуліна». Є також документи гілки Скетра Конноллі (ірл. — Skeatra Connolly). Цією гілкою цікавились в свій час люди з клану МакГрегор, бо вважали що ця гілка, яку вони називали Конноллі Ерайнн пов'язана своїм походженням з племенем круїтні, що жило на півночі Ірландії, і яке, як вважають, походить від піктів і переселилося в Ірландію з території нинішньої Шотландії. Але сучасні історики відкидають цю гіпотезу. Та сама версія висловлювалась і по відношенню до клану Дунлеві, що жив більш на північ.
Прізвище Конноллі було дуже поширене в графстві Лаут під час перепису 1659 року — згідно цього перепису було в той час в графстві найпоширенішим. Особливо багато людей з клану Конноллі жидо в землях Дундалк та Ард. Була навіть місцина, що називалась Баллімакконноллі (ірл. — Ballymaconnolly), що пізніше стала називатися Баліголі (ірл. — Ballygoly).
Назва клану Конноллі часто зустрічається в північному Лауті в записах XVII століття в різних варіантах: Коннолі, Конлі і т. д. Зокрема, в документі 1663—1664 років, що ввійшов історію як «Херс Мані Роллс» («Рукопис Вогняних Грошей») — перепису тодішніх селян з метою оподаткування, містить записи про чисельних Конноллі іу східному Лауті і на території, яку в ті часи називали Коннайле і що простягалася від Дундалку на півночі і до ріки Глайд на півдні. Гріффіт вказує, що люди з клану Конноллі були тоді чисельними в графстві Міт.
Вважається, що цей клан Конноллі з Лаута і Конноллі з Маллінгару мав зовсім інше походження, ніж клан Конноллі з Монахану, що жили в Тедавнет та Клонес. На південь і на схід від цих земель прізвище Конноллі зустрічається дуже рідко. Хоча припускають, що раніше клан О'Конгалайле володів більшими територіями, жив в тому числі в районі Тари, в Західному Міті, але під час англо-норманського завоювання люди з клану Конноллі були вигнані з багатьох своїх земель.
Цікавим є те, що був ще клан Кранлі (ірл. — Cranley), який ще називали Кроннеллі (ірл. — Cronnelly), що в давнину називався Кронгалл (ірл. — Cronghall) і вождь цього клану називав себе Коннайле або О'Кнннеллі і стверджував, що він походить від короля Ку-Улад (ірл. — Cu-Uladh) — «пес Улада», що жив в 576 році. І що саме від нього походить назва Конноллі. У Лауті були відомі вожді клану Муйрхемне — Конглах Мак Гайрбіха (ірл. — Conglach mac Gairbitha), що помер у 913 році, Конгалах Мак Мейк Етіг (ірл. — Congalach mac Meic Etig), що помер у 988 році. Була висловлена версія, що деякі споріднені клани, такі як Мак Дуйннхлейве (ірл. — Mac Duinnshléibhe), МакКартан (ірл. — McCartan) походять від іберо-кельтських племен, що переселились з нинішньої Іспанії в Ірландію.